# Мілан Мілованович

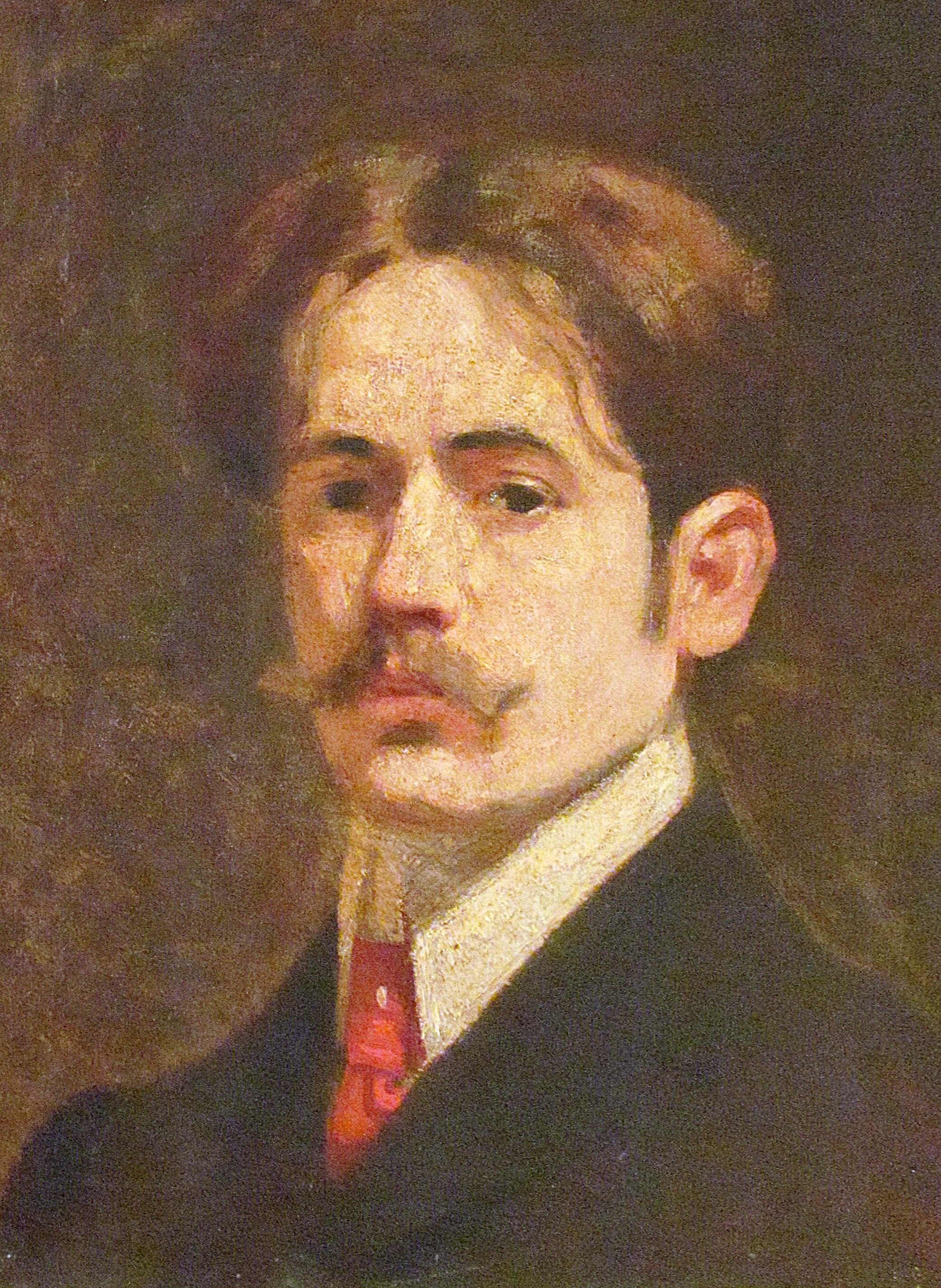
Автопортрет (1907)

Мілан Мілованович (19 жовтня 1876, Крушевац — 15 серпня 1946, Белград) — сербський художник-імпресіоніст і вчитель мистецтва.

## Біографія
Мілан Мілованович народився 19 жовтня 1876 року. Отримав середню освіту в 1896 році, вступив до художньої школи у Белграді. Наступного року він почав брати уроки у Антона Абже в Мюнхені і незабаром вступив до Академії вишуканих мистецтв, де спочатку навчався у Карла Рауппа, потім Людвіга фон Гертеріха та Карла фон Марра. Закінчивши навчання в 1902 році, він чотири роки навчався і працював у Парижі, починаючи з Академії Коларосі, потім в Національній вищій школі вищих мистецтв, де працював з Леоном Боннатом та Люком-Олів'є Мерсоном.
Повернувшись до Белграда, він отримав доручення Міністерства закордонних справ щодо вивчення православних монастирів Сербії, Македонії та Афону. У 1904 році в Крагуеваці він також допомагав Живку Юговичу. Його мистецтво в цих областях надихнуло його писати роботи з великою кількістю світла, в основному зображуючи архітектуру в природних умовах.
Під час Першої світової війни він служив у Королівській сербській армії, малюючи переважно сцени із солдатами та портрети офіцерів. Після важкої хвороби в 1915 р. його відправили до Італії на одужання і відновив звичні теми.
З 1908 до 1933 року він був викладачем у Белграді. Він займався реставрацією на фресок
Він був одружений з Ольгою Мішич (1886—1977), дочкою фельдмаршала Живоїна Мішича. Він дядько по материнській лінії архітектора Міліці Чолак-Антич Крстіч.

## Полотна

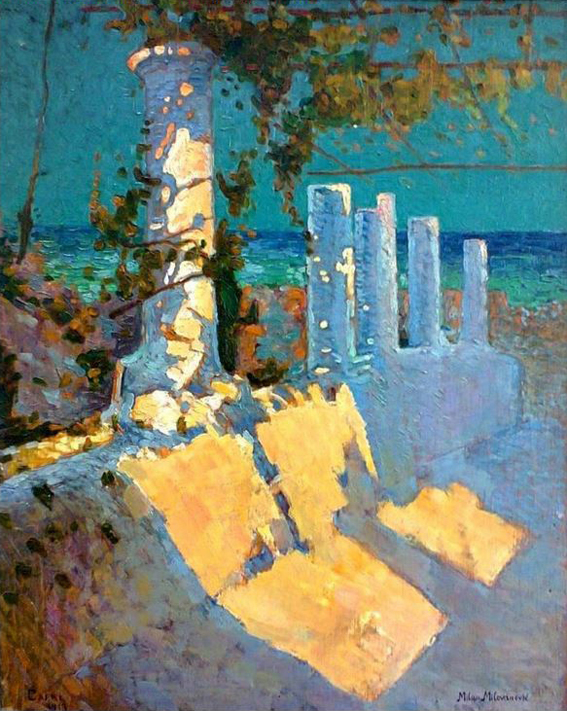
Тераса на сонячному світлі
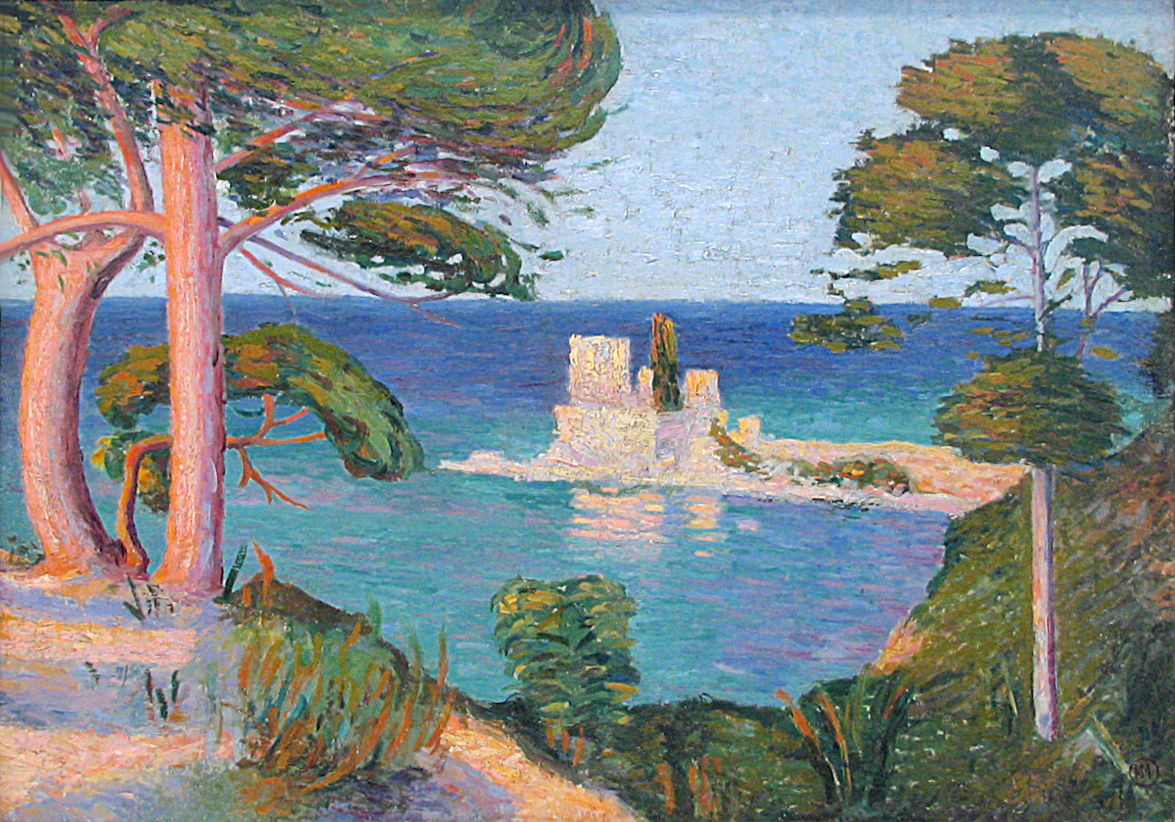
На узбережжі Хіландара
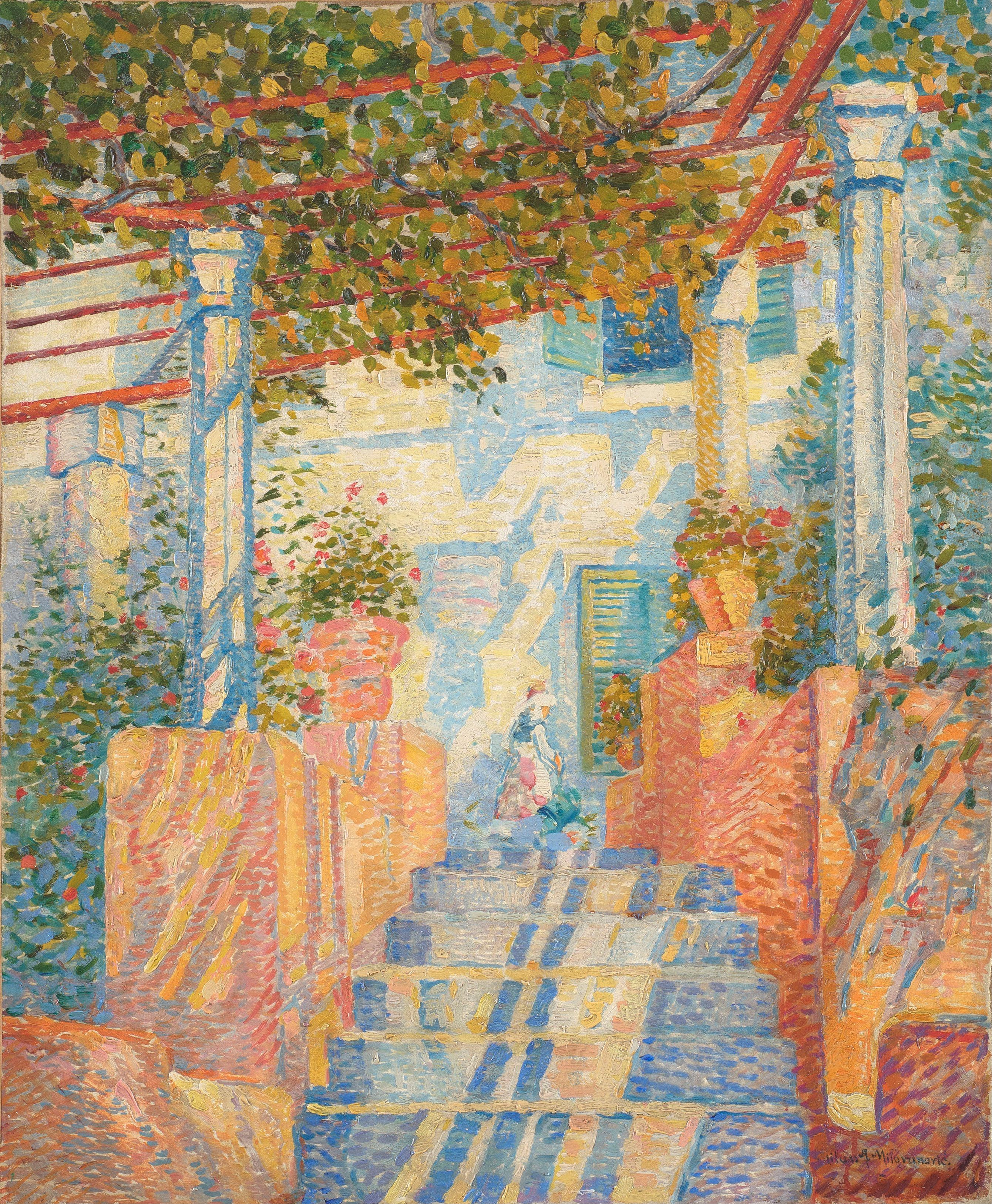
Червона тераса
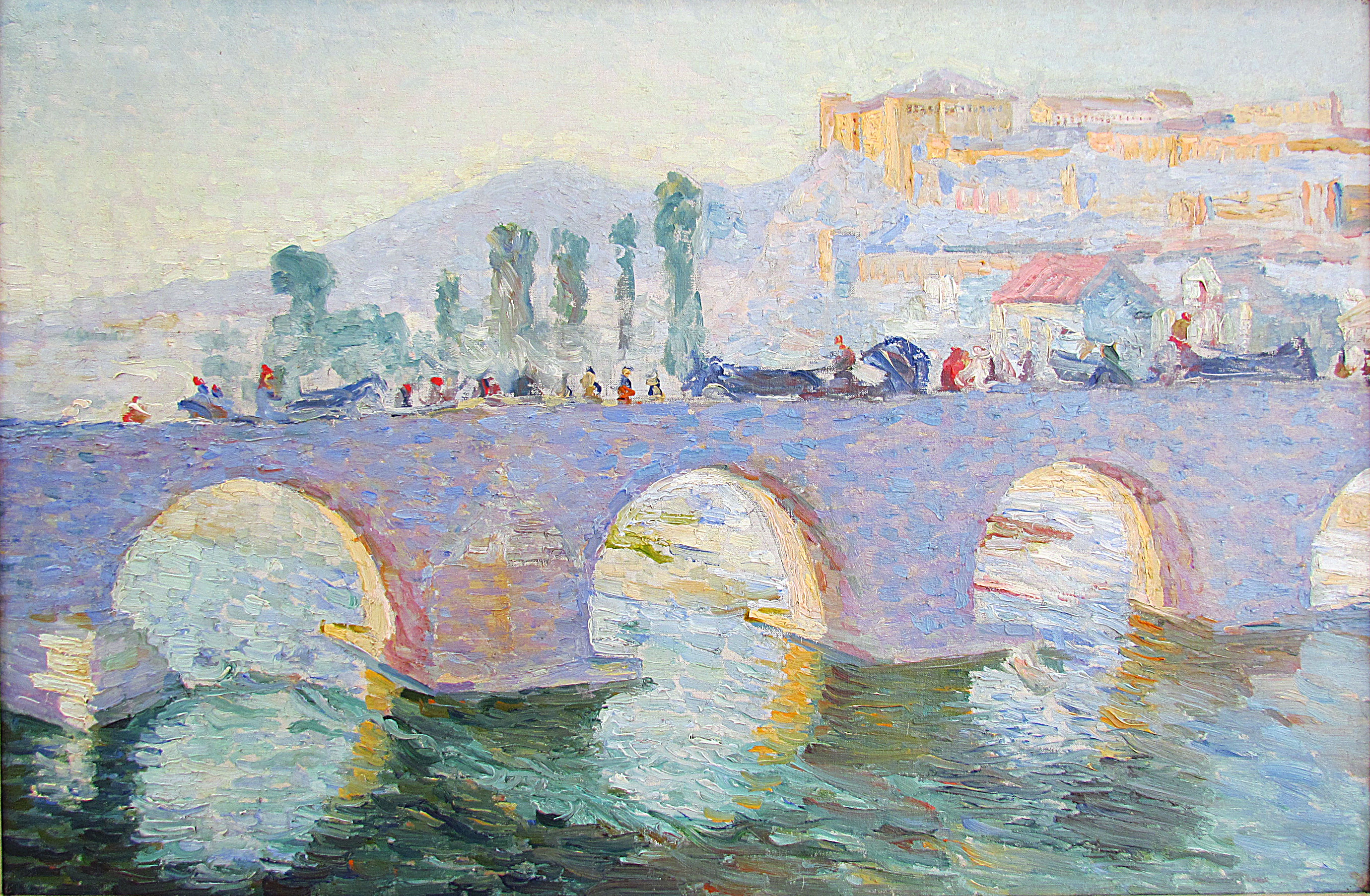
Кам'яний міст, Скоп'є
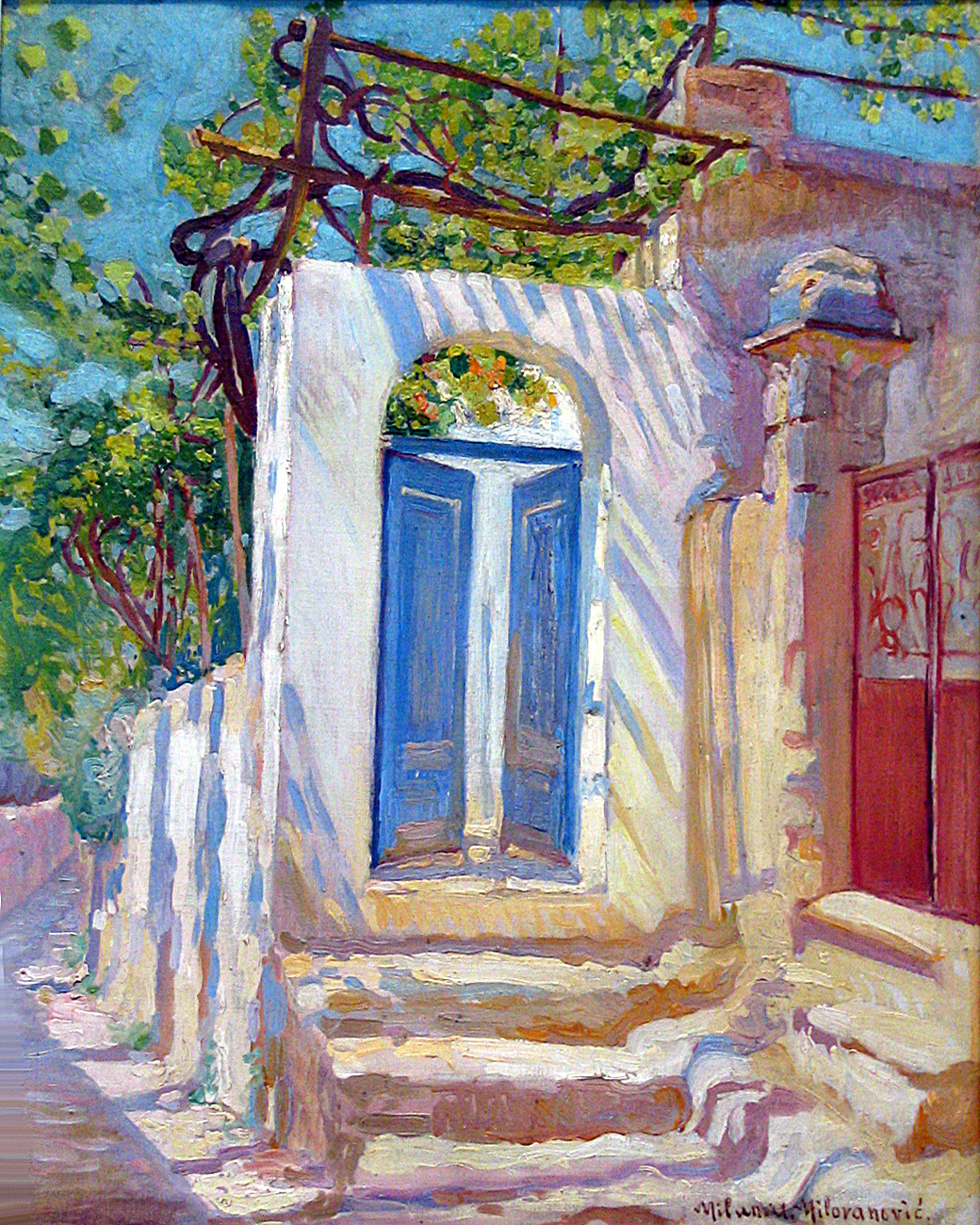
Сині двері